# Agesilaos
Agesilaos ist ein griechischer männlicher Vorname.

## Herkunft und Bedeutung
Altgriechisch Ἀγησίλαος; Ionisch Ηγεσίλαος; Dorisch Αγησίλας
Der Name ist altgriechischen Ursprungs und bedeutet Volksversammler oder Volksführer. Als Beiname des Hades und des Plutons beschreibt er den Glauben, dass alle Menschen sich im Tode im Totenreich versammeln.

## Varianten
- Latein: Agesilaus, Hegesilaus
- Deutsch: Hegesilaos, Agesilas
- Altgriechisch: Αγήσανδρος (Agesandros)

## Bekannte Namensträger
- Agesilaos I., einen spartanischen König
- Agesilaos II., einen spartanischen König
- Agesilaos (General), ein spartanischer General und Bruder des Königs Agis III.
- Agesilaos (Historiker), ein griechischer Historiker
- Hagesandros, griechischer Bildhauer (2.–1. Jahrhundert v. Chr.)
- Agisala, einen vermeintlichen griechischen Architekten oder Bildhauers in Indien